# Tom Suozzi
Thomas Richard Suozzi, detto Tom (Glen Cove, 31 agosto 1962), è un politico statunitense, membro della Camera dei Rappresentanti per lo stato di New York dal 2017 al 2023 e poi nuovamente dal 2024.

## Biografia
Nato nel 1962, Suozzi è figlio di Joseph Suozzi, ex sindaco italoamericano di Glen Cove e di Marguerite, di origini irlandesi e inglesi. Nel 1993 venne eletto sindaco di Glen Cove, venendo poi riconfermato per quattro mandati e mantenendo tale carica fino al 2000.
Nel 2001 venne eletto a capo dell'esecutivo della Contea di Nassau, divenendo il primo democratico ad assumere tale carica in una contea tendenzialmente repubblicana. Suozzi attirò l'attenzione della stampa per aver salvato la contea da un dissesto finanziario e per tale ragione fu nominato "amministratore pubblico dell'anno" nel 2005 dal mensile Governing. Nel 2006 si candidò alla carica di Governatore di New York, ma perse le primarie democratiche contro Eliot Spitzer.
Nel 2016 si candidò alla Camera dei Rappresentanti per il terzo distretto dello stato di New York, vincendo delle affollate primarie democratiche con 5 candidati nel mese di giugno. Nelle elezioni generali dell'8 novembre, sconfisse il repubblicano Jack Martins con il 52,4% dei voti contro il 47,6 venendo eletto deputato.
Alla fine del 117º Congresso, decise di non chiedere un altro mandato da deputato, candidandosi invece nelle primarie democratiche per la carica di governatore di New York nel 2022, ma venne battuto dalla governatrice uscente Kathy Hochul.
Suozzi non si candida alle midterm 2022 e il suo seggio viene occupato dal repubblicano George Santos, che viene successivamente espulso e rimosso dall'incarico: a seguito dell'espulsione di Santos, viene indetta una elezione speciale e Suozzi la vince riconquistando il suo seggio nel distretto 3 dello Stato di New York.